# Riley Steele

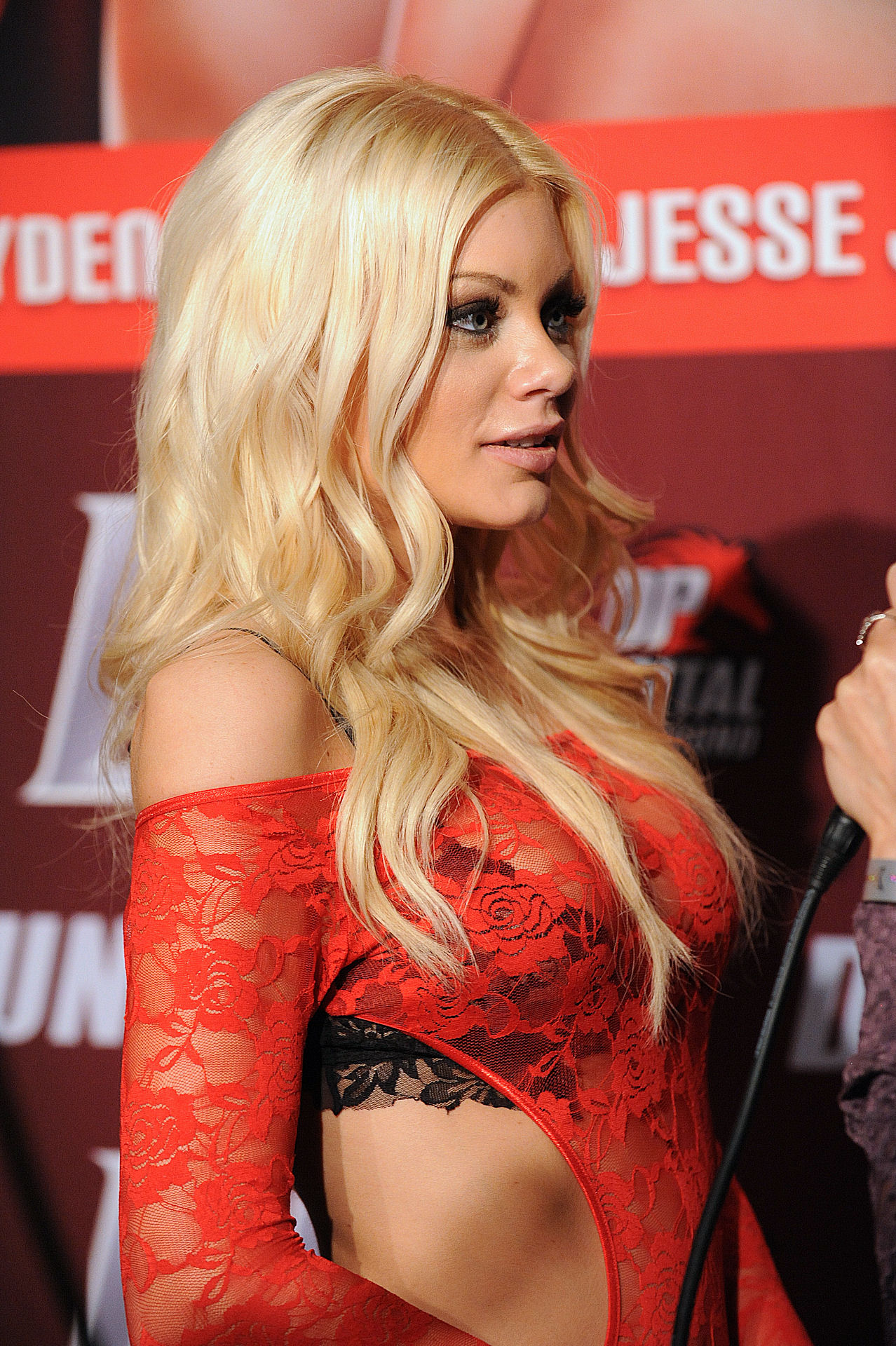
Riley Steele op de 2012 AVN Adult Entertainment Expo

Riley Steele (San Diego, 26 augustus 1987) is een Amerikaanse pornoactrice.

## Persoonlijk leven
Riley Steele groeide op in Escondido. Steele werkte voor haar carrière als pornoactrice als bediende in Starbucks.

## Carrière
In 2005 ging ze naar Hollywood, waar ze een contract ondertekende voor een film getiteld Pirates. Hier ontmoette ze tal van pornosterren en haar idool Jesse Jane. Op Janes advies stapte Steele in de porno-industrie. Enkele jaren later tekende ze een contract met het bedrijf Digital Playground. Vervolgens debuteerde ze in 2008 in haar eerste film, Naked Aces 5. In 2011 was ze medepresentatrice van de AVN Awards.

## Filmografie (selectie)
- Naked Aces 5 (2008)
- Pirates II: Stagnetti's Revenge (2008)
- Riley Steele: Perfect Pet (2009)
- Riley Steele: Chic (2009)
- Riley Steele: Scream (2009)
- Riley Steele: Honey (2009)
- Riley Steele: Love Fool (2009)
- Bad Girls 2 (2009)
- Riley Steele: So Fine (2010)
- Bad Girls 3 (2010)
- Strict Machine (2010)
- Riley Steele: Bar Pussy (2010)
- Piranha 3D (2010) (reguliere film)
- Body Heat (2010)
- Riley Steele: Roommates (2010)
- The Masseuse (2011)
- Riley Steele: Lights Out (2011)
- Life on Top (2011) (tv-serie)
- Babysitters 2 (2011)
- Riley Steele: Watching You: Episode 2 (2011)
- In Riley's Panties (2011)
- 7 Minutes in Heaven (2011)
- Like Sister Like Slut (2012)
- Mothers & Daughters (2012)
- The Girl's Guide to Depravity (2012) (tv-serie)
- Code of Honor (2013)
- Riley Goes Gonzo (2014)
- Snow White XXX: An Axel Braun Parody (2014)
- Sleeping Beauty: An Axel Braun Parody (2014)
- Barbarella XXX: An Axel Braun Parody (2015)
- School of Fuck (2015)
- Peter Pan XXX: An Axel Braun Parody (2015)
- Squirt Class 2 (2015)
- Supergirl XXX: An Axel Braun Parody (2016)
- Suicide Squad XXX: An Axel Braun Parody (2016)
- Riley Goes Gonzo 2 (2017)
- Chronologia Human (2017) (reguliere film)
- The Female of the Species (2018)
- Black and White Vol. 16 (2019)
- Ministry of Evil (2019)

## Prijzen
| Jaar | Prijs                      | Resultaat | Categorie                                                  | Voor haar optreden in                                                             |
| ---- | -------------------------- | --------- | ---------------------------------------------------------- | --------------------------------------------------------------------------------- |
| 2011 | AVN Award                  | Gewonnen  | Best All-Girl Group Sex Scene                              | Body Heat (with Kayden Kross, Jesse Jane, Katsuni & Raven Alexis)                 |
| 2011 | AVN Award                  | Gewonnen  | Wildest Sex Scene (Fan Award)                              | n.v.t.                                                                            |
| 2011 | AVN Award                  | Gewonnen  | Crossover Star of the Year                                 | n.v.t.                                                                            |
| 2011 | XBIZ Award                 | Gewonnen  | Crossover Star of the Year                                 | n.v.t.                                                                            |
| 2011 | XRCO Award                 | Gewonnen  | Mainstream Adult Media Favorite                            | n.v.t.                                                                            |
| 2012 | AVN Award                  | Gewonnen  | Best Body (Fan Award)                                      | n.v.t.                                                                            |
| 2012 | AVN Award                  | Gewonnen  | Favorite Porn Star (Fan Award)                             | n.v.t.                                                                            |
| 2012 | AVN Award                  | Gewonnen  | Hottest Sex Scene (Fan Award)                              | Babysitters 2 (with Jesse Jane, Kayden Kross, Stoya, BiBi Jones & Manuel Ferrara) |
| 2012 | AVN Award                  | Gewonnen  | Twitter Queen (Fan Award)                                  | n.v.t.                                                                            |
| 2012 | NightMoves Award           | Gewonnen  | Best Overall Body (Fan's Choice)                           | n.v.t.                                                                            |
| 2013 | AVN Award                  | Gewonnen  | Favorite Body (Fan Award)                                  | n.v.t.                                                                            |
| 2013 | AVN Award                  | Gewonnen  | Favorite Porn Star (Fan Award)                             | n.v.t.                                                                            |
| 2013 | RogReviews Fan Faves Award | Gewonnen  | Favorite Female Performer                                  | n.v.t.                                                                            |
| 2013 | XBIZ Award                 | Gewonnen  | Best Scene - Vignette Release                              | In Riley's Panties (with Erik Everhard)                                           |
| 2013 | XBIZ Award                 | Gewonnen  | Best Scene - All-Girl                                      | Mothers & Daughters (with Jesse Jane, Kayden Kross, Selena Rose & Vicki Chase)    |
| 2013 | NightMoves Award           | Gewonnen  | Best Overall Body (Fan's Choice)                           | n.v.t.                                                                            |
| 2013 | Sex Award                  | Gewonnen  | Porn's Best Body                                           | n.v.t.                                                                            |
| 2013 | Sex Award                  | Gewonnen  | Porn's Perfect Boy/Girl Screen Couple (with Erik Everhard) | n.v.t.                                                                            |
| 2014 | AVN Award                  | Gewonnen  | Favorite Female Porn Star (Fan Award)                      | n.v.t.                                                                            |
| 2014 | XBIZ Award                 | Gewonnen  | Best Scene - Feature Movie                                 | Code of Honor (met Jesse Jane, Stoya, Kayden Kross, Selena Rose & Manuel Ferrara) |
| 2014 | Exxxotica Fanny Awards     | Gewonnen  | Thirsty Girl - Best Oral                                   | n.v.t.                                                                            |
| 2014 | NightMoves Award           | Gewonnen  | Best Overall Body (Fan's Choice)                           | n.v.t.                                                                            |
| 2014 | NightMoves Award           | Gewonnen  | Best All Sex Release (Fan's Choice)                        | Riley Goes Gonzo                                                                  |
| 2014 | NightMoves Award           | Gewonnen  | Best Parody Drama (Fan's Choice)                           | Snow White XXX: An Axel Braun Parody                                              |

- Library of Congress Control Number: no2011164151
- Virtual International Authority File: 187232146
- WorldCat: E39PBJyMkd8HbBRp4kXGwvbGHC